# Сусумански район
Сусумански район е административно-териториална единица в Магаданска област на Русия.
Административен център е град Сусуман.

## География
Районът се намира в северозападната част на Магаданска област, граничи с Република Якутия. Площта на района е 46,8 хиляди km2.
Районът се намира в пределите на тундрата и лесотундрата. Климатът е континентален и студен; зимите са мразовити, продължават от октомври до април.
На изток районът граничи със Средноканския район, на юг – с Ягоднинския и Тенкинския райони, на запад и север – с Република Саха (Якутия).

## История
Сусуманският район е отделен от Средноканския район на Хабаровски край на 2 декември 1953 г. В състава на Магаданска област, районът е образуван на 3 декември 1953 година.
През 19 век по река Аян Юрях преминава Оймяконо-Сеймчанския път. Той е доста по-кратък, отколкото заобиколния през Верхоянския хребет и бившия град Зашиверск на Индигирка. През 1901 г. по този път от Сеймчан в Якутск през Оймякон преминава колимският полицейски началник Н. Березкин, за да определи годността му за превоз на големи товари до Колима. На него се дължи и първото споменаване на село Берельох (Долината на вълците) и река Сусуман.
Със Закон на Магаданска област от 8 април 2015 г., № 1886-ОЗ, на 1 май 2015 г. градските населени места „град Сусуман“, „селище Холодни“, „селище Мяунджа“ и населеното място „селище Богат“ се преобразуват по пътя на обединяване в новообразувания общински район „Сусумански градски окръг“ с административен център град Сусуман.

## Население
През 1968 г. на територията на Сусуманския район има един градски съвет (Сусуман) и девет общински съвета, включващи в себе си 45 населени места. Населението на района е 42 300 души, от които 1800 души живеят в селата.
През януари 1979 г. населението на Сусуманския район е 47 734 души. В града Сусуман населението е 16 022 жители. В най-големите градове населението съответно е: Буркандя – 2117, Кадикчан – 4762, Мяунджа – 5000, Нексикан – 1942, Широкий – 1934, Ударник – 1904 души.
През следващите години броят на населението не търпи съществени изменения: на 1 януари 1984 г. общият брой на населението в района е 48 782 жители. В града Сусуман населението е 16 649 души. В най-големите градове населението съответно е: Буркандя – 2262, Кадикчан – 5282, Мяунджа – 5369, Нексикан – 2084, Широк – 2091, Ударник – 1789 души.
Преди разпадането на Съветския съюз през 1990 г. общият брой на населението в района е 48 101 души.
Към 1994 г. населението на района обаче рязко се свива до 35 723 души. По-нататък, броят на жителите населението на района (както и в целия Краен Север) търпи постоянен отлив към централните райони на страната. Особено рязък спад в броя на населението се случва в края на 1990-те и началото на 2000-те години, ускорен от приемането на „Закона за жилищна безвъзмездна помощ“ от 1998 г. и утвърждаването от правителството на Руската федерация на 22 май 2002 г. на „Разпоредба за улесняване преселването на гражданите в рамките на пилотен проект за социално преструктуриране на районите на Крайния Север“. С тази наредба се предлага предоставянето на жилищни документи на 27,5 хиляди руски граждани в градовете Норилск, Воркута, Сусуман, които желаят да се преместят от районите на Крайния Север, в т.ч. 6,5 хиляди във Воркута, 15 хиляди в Норилск и 6 хиляди в Сусуман. През януари 2002 г. районът има постоянно население около 18 300 души.
Към 2015 г. в Сусуманския район от предишните повече от 20 населени места са останали само четири обитавани селища (Сусуман, Мяунджа, Холодни и Малдяк), в които живеят едва 7908 души.

## Териториално-административно устройство
Със Закон на Магаданска област от 21 април 2008 г. градското селище Широкий се преобразува в „село Широкий“. През 2014 г. селото е напълно разселено, но не е заличено от регистрите.

## Състав
В състава на района и градския окръг влизат 13 населени места:
| Населено място | Население |
| -------------- | --------- |
| Аркагала       | 0         |
| Беличан        | 0         |
| Болшевик       | 54        |
| Буркандя       | 2         |
| Кадикчан       | 0         |
| Кедрови        | 115       |
| Малдяк         | 113       |
| Мяунджа        | 1668      |
| Сусуман        | 4903      |
| Ударник        | 16        |
| Уст Хакчан     | 3         |
| Холодни        | 844       |
| Широки         | 58        |

Премахнати населени места
Изоставени селища: Широки, Каменисти, Кадикчан, Уст Хакчан, Аркагала, Кедровий, Буркандя, Малдяк, Беличан, Болшевик, Нексикан, Контрандя, Ударник, Озьорное, Кеменджа.

## Икономика
Полезните изкопаеми са представени от злато, калай, въглища (Аркагалинско находище), строителни материали (камък, пясъчно-чакълести смеси).
Основни отрасли на промишлеността: добив на злато – "Сусумански рудно-обогатителен комбинат „Сусуманзолото“ и „Берелехски рудно-обогатителен комбинат“, енергетика – Аркагалинска ТЕЦ.
В общата икономическа дейност на района (данни за 2006 г.) на промишлеността се падат 95,6%. Преобладаващото значение има цветната металургия – 76,5%. Енергетиката и промишлеността за горива и горивни материали добавят 18,3%.
Общата дължина на автомобилните пътища за общо ползване в границите на района е 375 km.